# Warikahnita
La warikahnita es un mineral arseniato, por tanto de la clase de los minerales fosfatos. Fue descubierta en 1978 en las minas de Tsumeb (Namibia), siendo nombrada así en honor de Walter R. Kahn, recolector de minerales. Un sinónimo es su clave: IMA1978-038.

## Características químicas
Es un arseniato hidratado de cinc.

## Formación y yacimientos
Es un raro mineral de formación secundaria, a partir de la alteración de la tennantita, en la zona de oxidación de un yacimiento polimetálico con cinc, en dolomitas sometidas a alteración hidrotermal.
Suele encontrarse asociado a otros minerales como: tennantita, claudetita, ludlockita, adamina cúprica, stranskiíta o tsumcorita.